# Intel Celeron (P6)
Die Intel-Celeron-Prozessoren auf Basis der Intel-P6-Architektur waren die ersten explizit für das Niedrigpreis-Segment entwickelten Prozessoren. Mit ihnen führte Intel den Markennamen Intel Celeron ein. Mit der Einführung der NetBurst-Architektur im Jahr 2002 wurden diese Prozessoren durch Intel Celerons auf Basis dieser Architektur abgelöst.

## Technisches
Die ersten Modelle des Intel Celerons stammen vom Pentium II ab, spätere Modelle der P6-Mikroarchitektur vom Pentium III.
Der erste Celeron (Covington) mit Taktraten ab 266 MHz kam zunächst vollkommen ohne L2-Cache auf den Markt, was zu einer paradoxen Situation führte, die technisch nach wie vor Bestand hat: Ohne diesen L2-Cache ist der Covington nämlich nicht nur erheblich langsamer als ein Pentium II, er muss sich in vielen Anwendungsbereichen sogar einem mit nur 200 MHz getakteten Pentium der ersten Generation geschlagen geben. Hingegen liegt die Leistung eines mit 233 MHz getakteten Pentium II zum Teil erheblich über der eines mit 200 MHz getakteten Pentium.
Daraufhin stattete Intel den Celeron mit 128 KiB L2-Cache aus, welcher jedoch – im Gegensatz zu dem des Pentium II – nicht nur mit der halben, sondern mit der vollen CPU-Taktfrequenz betrieben wird. Der Celeron hat somit zwar einen kleineren, dafür aber doppelt so schnellen Cache. Daher ist die zweite Celeron-Generation (Mendocino) in einigen Anwendungsbereichen sogar schneller als ein gleichgetakteter Pentium II.
Interessanterweise gab es aber auch für den Covington noch Abnehmer: Zur damaligen Zeit scheiterten Übertaktungsversuche in der Regel nicht am Prozessorkern selbst, sondern an dessen L2-Cache, der den höheren Taktfrequenzen häufig nicht gewachsen war. Da der Covington aber keinen L2-Cache besitzt, kann der Prozessor zum Teil mit erheblich höheren Taktfrequenzen betrieben werden.
Auch der Mendocino-Celeron kann recht gut übertaktet werden: So lässt sich der Celeron 300A (der Zusatz „A“ dient lediglich zur Unterscheidung vom 300-MHz-Covington) gut gekühlt häufig auch mit 450 MHz bei einer FSB-Taktfrequenz von 100 MHz statt der vorgesehenen 66 MHz betreiben. Um dies zu erreichen, kann der Slot-1-Pin B21 abgeklebt bzw. isoliert werden, um der Hauptplatine vorzugaukeln, ein Pentium II mit 100 MHz FSB-Takt sei verbaut.
Auf Hauptplatinen für den Pentium II, die nur 66 MHz FSB-Takt unterstützen, wird durch den Austausch des mit maximal 333 MHz getakteten Pentium II durch einen mit 500 MHz oder 533 MHz getakteten Mendocino-Celeron eine spürbare Leistungssteigerung erzielt, wodurch aus einem eigentlich für das Niedrigpreissegment bestimmten Prozessor ein Aufrüst-Prozessor wird. Für diesen Austausch wird ein Adapter von Sockel 370 auf Slot 1 benötigt, wobei für diesen Fall keine weiteren Anforderungen an diesen Adapter gestellt werden.

## Modelldaten Slot 1

### Covington

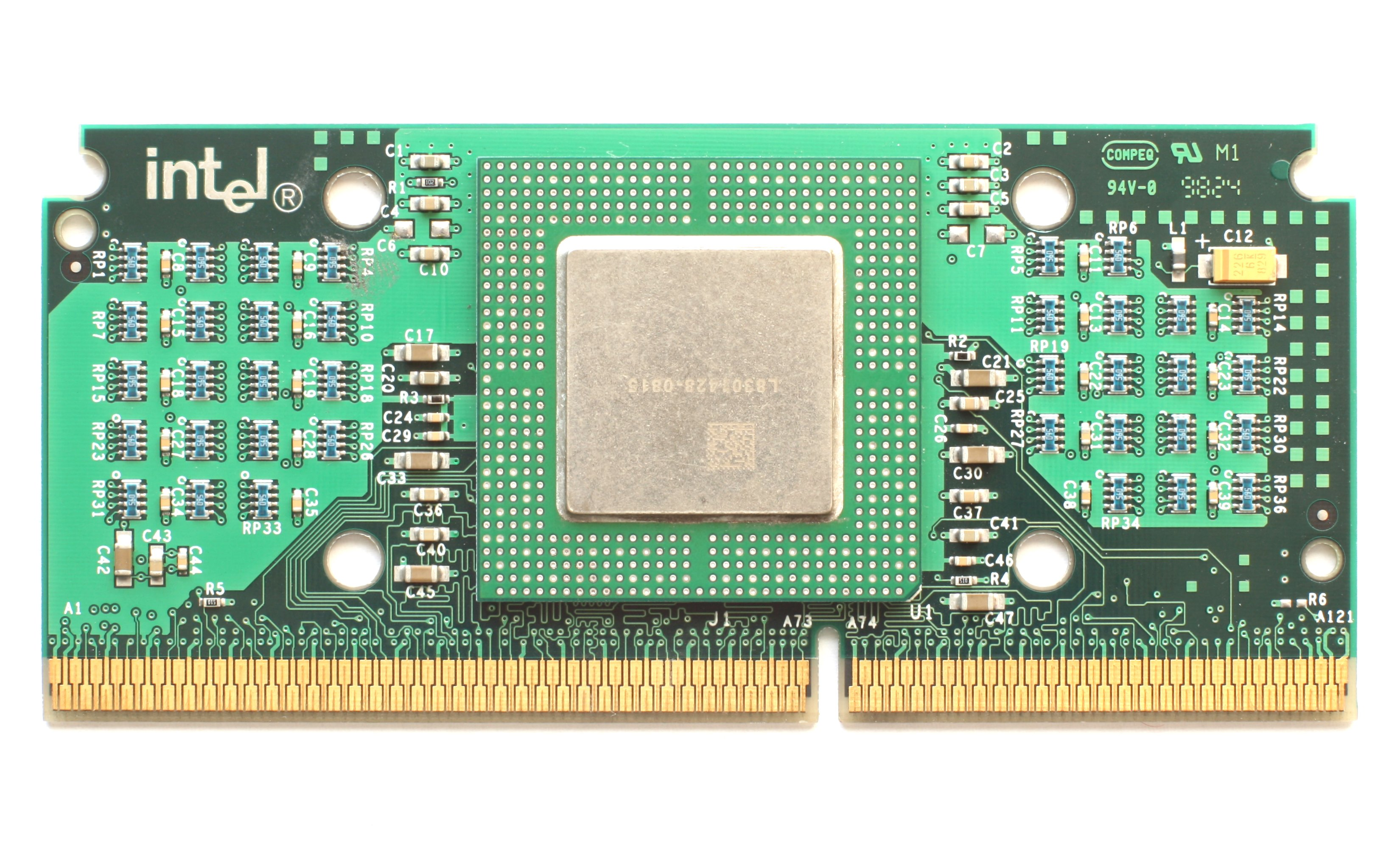
Intel Celeron Covington

- L1-Cache: 16 + 16 KiB (Daten + Instruktionen)
- L2-Cache: nicht vorhanden
- MMX
- Slot 1, GTL+ mit 66 MHz FSB
- Verlustleistung (TDP):
- Betriebsspannung (VCore): 2,0 V
- Erscheinungsdatum: 15. April 1998
- Fertigungstechnik: 250 nm
- Die-Größe: 118 mm² bei 7,5 Millionen Transistoren
- Taktraten:
  - 266 MHz
  - 300 MHz

### Mendocino

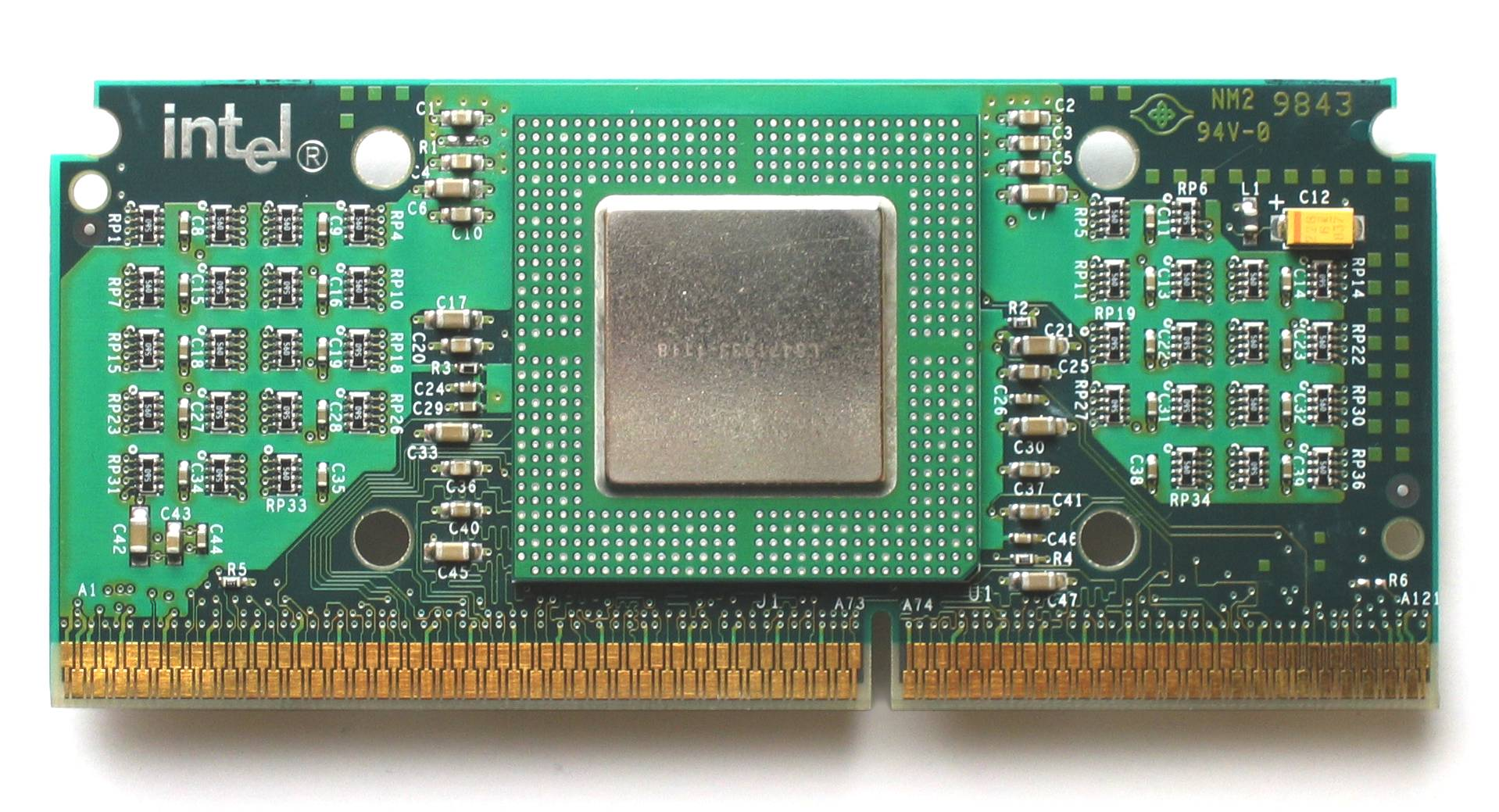
Celeron mit 300 MHz (Mendocino)

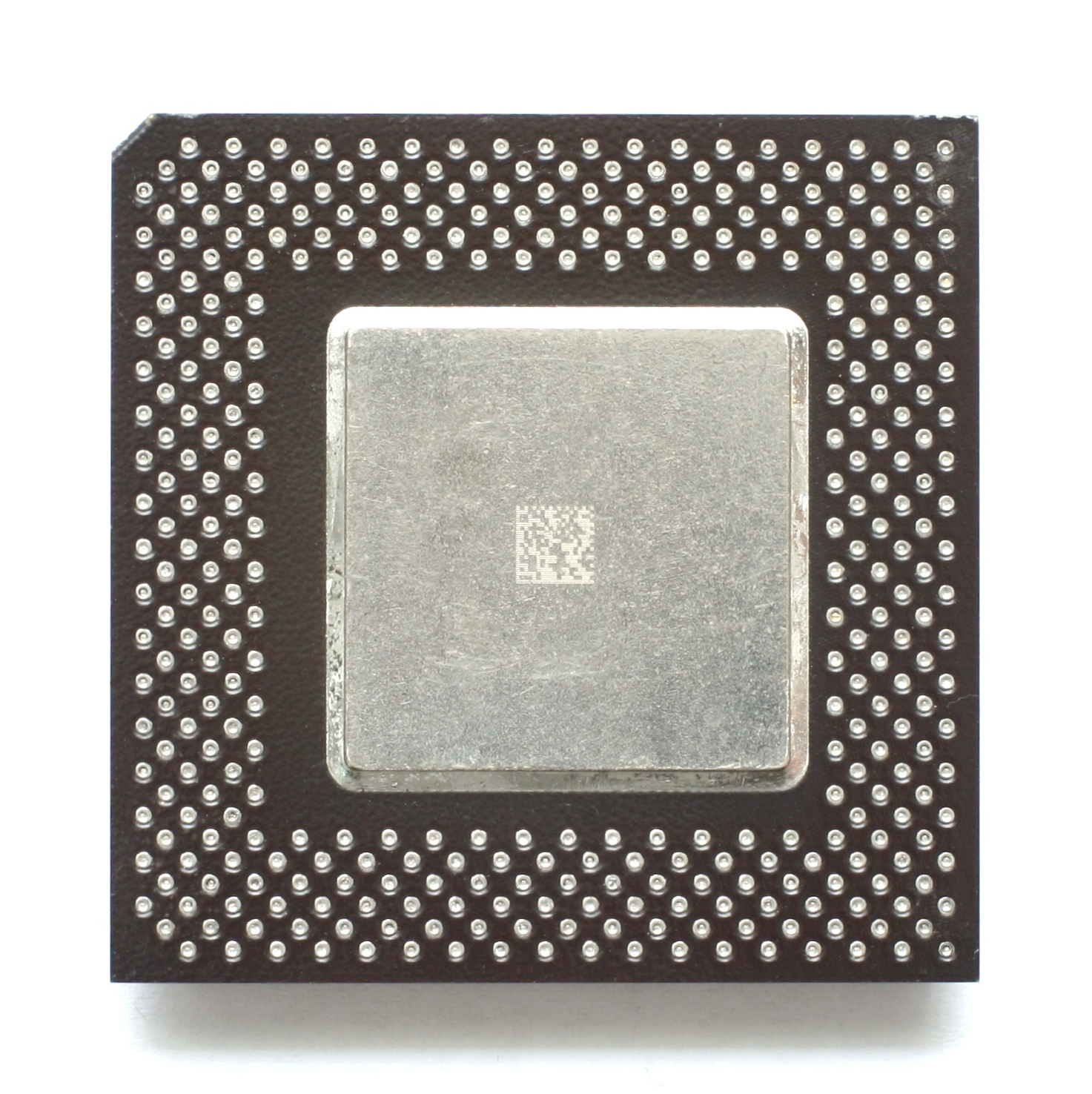
Celeron mit 333 MHz (Mendocino) – Oberseite

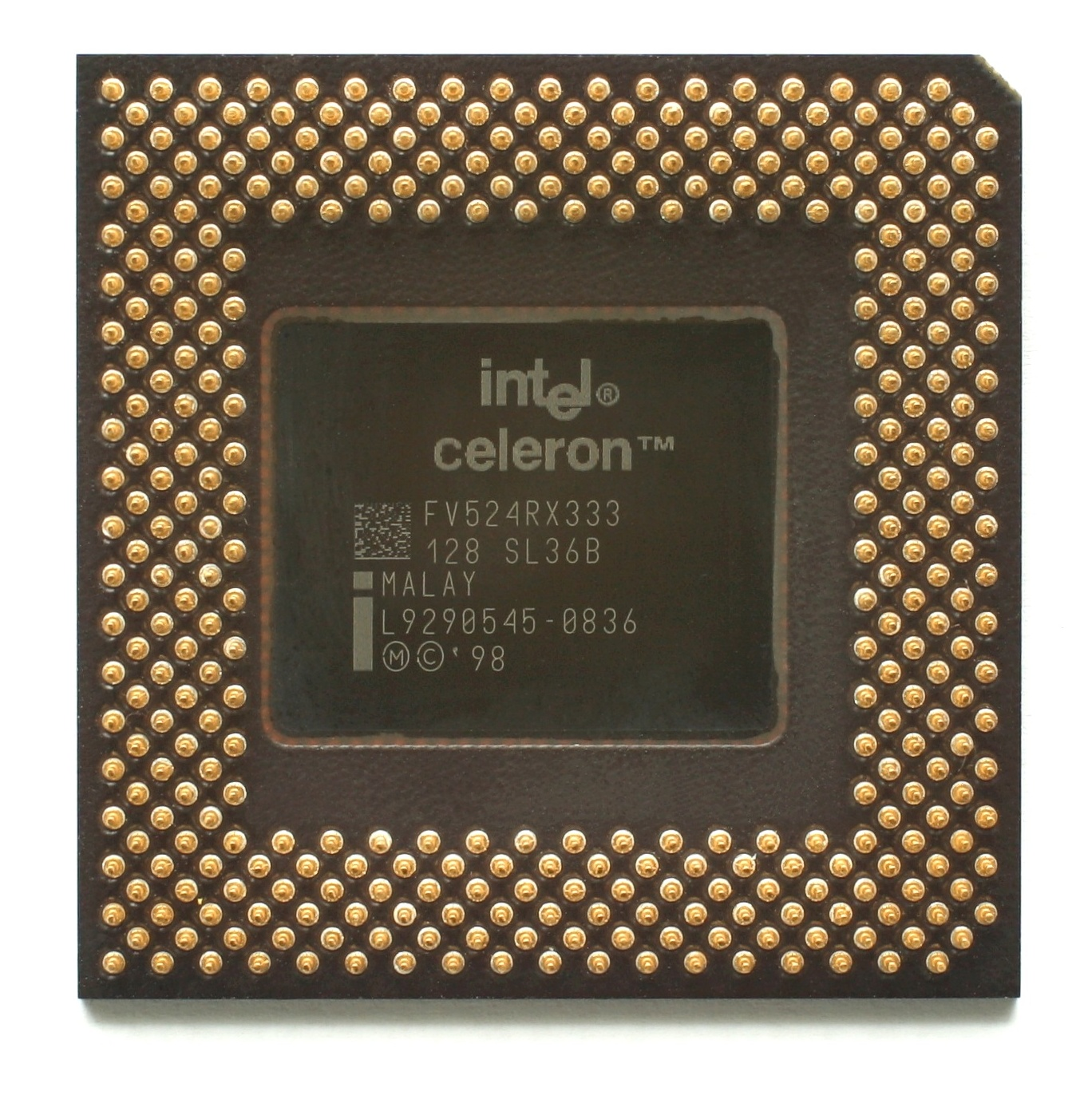
Celeron mit 333 MHz (Mendocino) – Unterseite

- L1-Cache: 16 + 16 KiB (Daten + Instruktionen)
- L2-Cache: 128 KiB mit Prozessortakt
- MMX
- Slot 1, GTL+ mit 66 MHz FSB
- Betriebsspannung (VCore): 2,0 V
- Verlustleistung (TDP):
- Erscheinungsdatum: 24. August 1998
- Fertigungstechnik: 250 nm
- Die-Größe: 154 mm² bei 19,2 Millionen Transistoren
- Taktraten:
  - 300 MHz
  - 333 MHz
  - 366 MHz
  - 400 MHz
  - 433 MHz

## Modelldaten Sockel 370

### Mendocino
- L1-Cache: 16 + 16 KiB (Daten + Instruktionen)
- L2-Cache: 128 KiB mit Prozessortakt
- MMX
- Sockel 370 PPGA, GTL+ mit 66 MHz FSB
- Kernspannung (VCore): 2,0 V
- Verlustleistung (TDP): 17,8–28,3 W
- Erscheinungsdatum: 1999
- Fertigungstechnik: 250 nm
- Die-Größe: 154 mm² bei 19,2 Millionen Transistoren
- Taktraten: 300 bis 533 MHz
  - 300 MHz
  - 333 MHz
  - 366 MHz
  - 400 MHz
  - 433 MHz
  - 466 MHz
  - 500 MHz
  - 533 MHz

### Coppermine-128

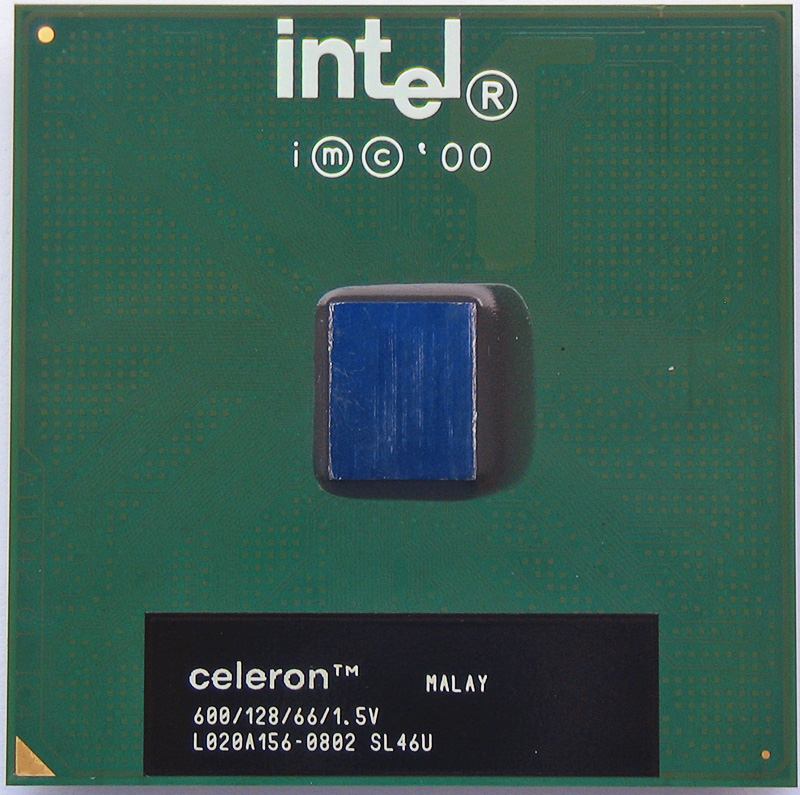
Celeron mit 600 MHz (Coppermine-128) – Oberseite

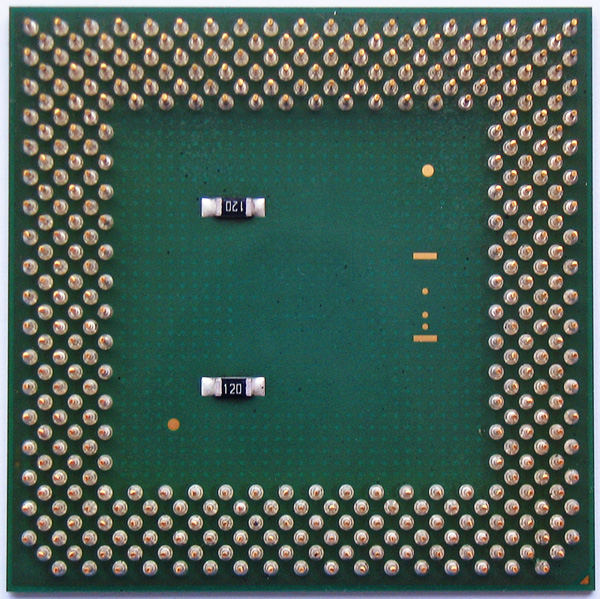
Celeron mit 600 MHz (Coppermine-128) – Unterseite

- L1-Cache: 16 + 16 KiB (Daten + Instruktionen)
- L2-Cache: 128 KiB mit Prozessortakt
- MMX, SSE
- Sockel 370 FC-PGA, GTL+ mit 66 oder 100 MHz FSB
- Kernspannung (VCore): 1,50–1,75 V
- Verlustleistung (TDP): 11,2–32,0 W
- Erscheinungsdatum: 29. März 2000
- Fertigungstechnik: 180 nm
- Die-Größe: 106 mm² bei 28,1 Millionen Transistoren
- Taktraten:
  - 66 MHz FSB
    - 533 MHz
    - 566 MHz
    - 600 MHz
    - 633 MHz
    - 666 MHz
    - 700 MHz
    - 733 MHz
    - 766 MHz

  - 100 MHz FSB
    - 800 MHz
    - 850 MHz
    - 900 MHz
    - 950 MHz
    - 1000 MHz
    - 1100 MHz

### Tualatin-256

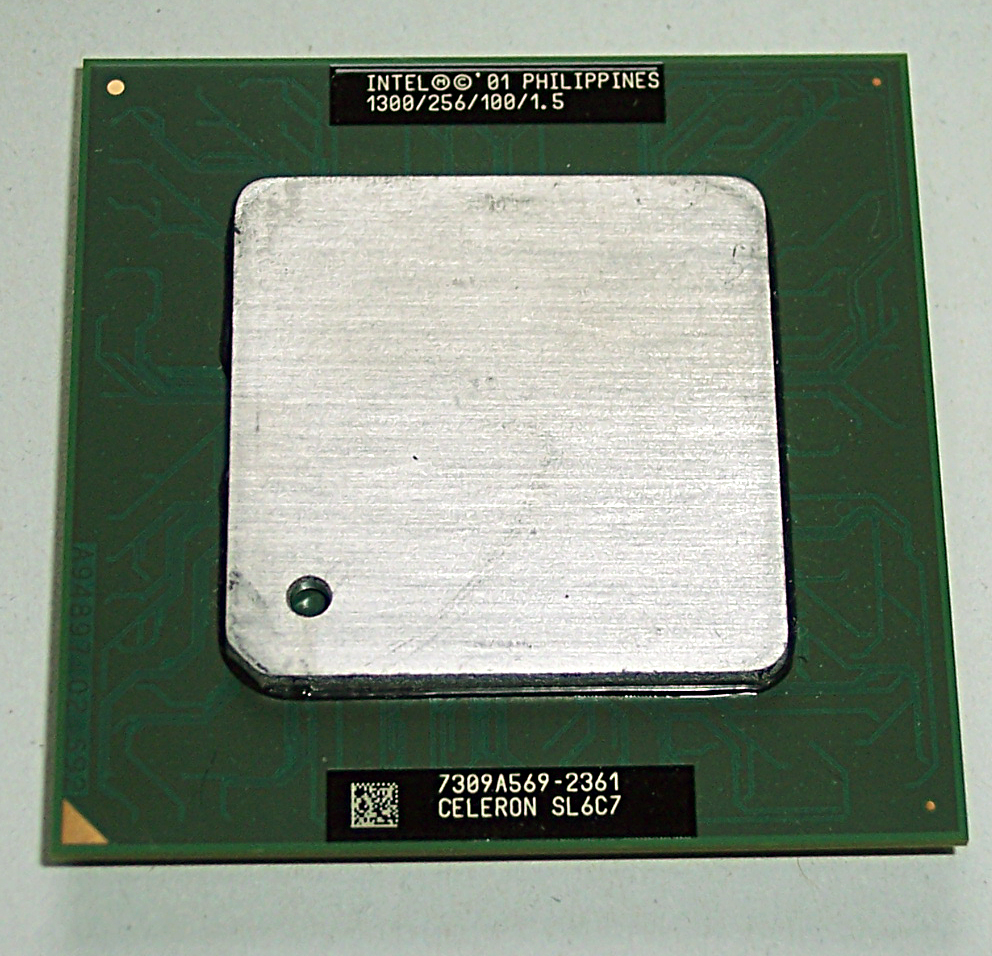
Celeron mit 1300 MHz (Tualatin)

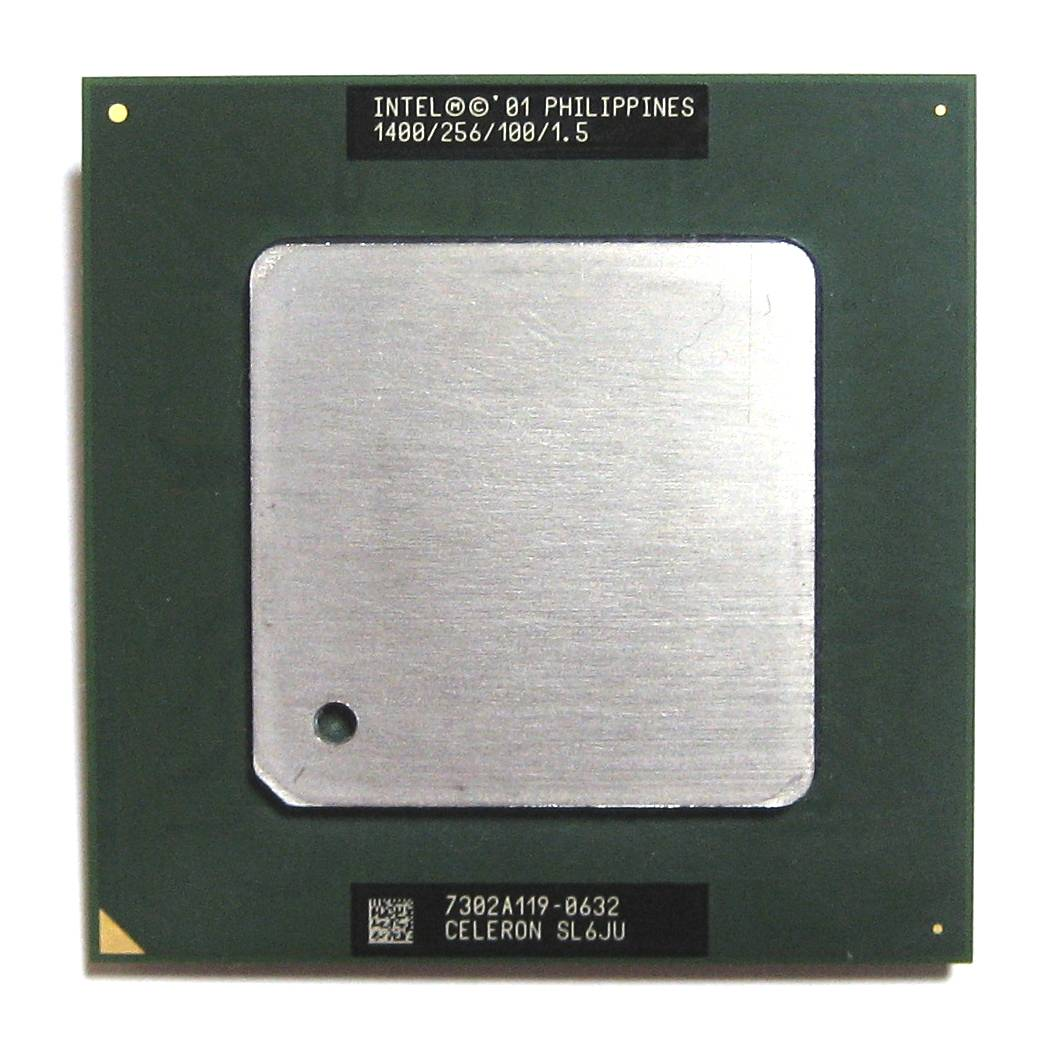
Celeron mit 1400 MHz (Tualatin)

- L1-Cache: 16 + 16 KiB (Daten + Instruktionen)
- L2-Cache: 256 KiB mit Prozessortakt
- MMX, SSE
- Sockel 370 FC-PGA2, AGTL mit 100 MHz FSB
- Kernspannung (VCore): 1,475–1,50 V
- Verlustleistung (TDP): 28,9–34,8 W
- Erscheinungsdatum: 2. Oktober 2001
- Fertigungstechnik: 130 nm
- Die-Größe: 80 mm² bei 44 Millionen Transistoren
- Taktraten:
  - 900 MHz
  - 1000 MHz
  - 1100 MHz
  - 1200 MHz
  - 1300 MHz
  - 1400 MHz